# Tężnia w Rabce-Zdroju
Tężnia w Rabce-Zdroju – obiekt leczniczy przy alei Jordana w Rabce-Zdroju, złożony z dwóch drewnianych budynków: tężni i pijalni wód mineralnych. Jej uroczyste otwarcie odbyło się 22 czerwca 2009. Umożliwia korzystanie z inhalacji aerozolem solankowym na świeżym powietrzu.

## Działanie lecznicze
Inhalacje solankowe dostępne w tężni zalecane są przy stanach zapalnych układu oddechowego, alergiach, ogólnym wyczerpaniu, w rekonwalescencji po poważnych chorobach. Korzystanie z nich poleca się także osobom pracującym w warunkach zapylenia lub wysokiej temperatury, nałogowym palaczom i osobom pracującym głosem.

## Konstrukcja

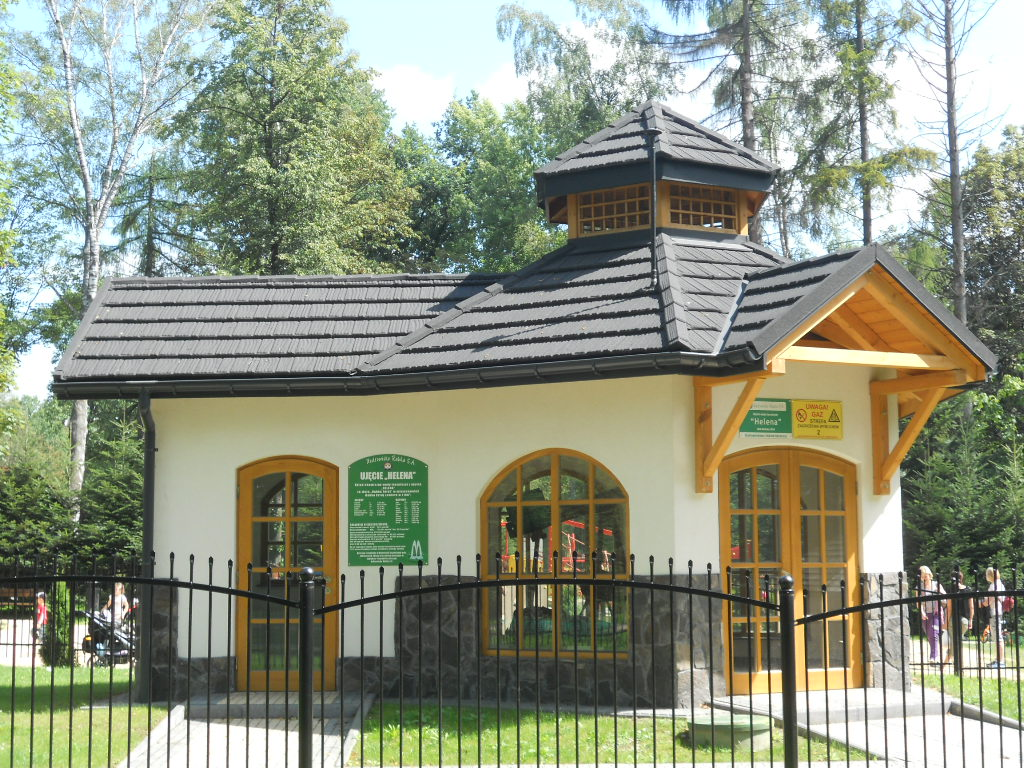
Odwiert wody „Helena” – źródło solanki spływającej po tężni

Źródłem solanki jest pobliski odwiert „Helena”, który w 2011 uzyskał wystrój architektoniczny nawiązujący do tężni. Solanka o stężeniu 1,87% krąży w zamkniętym obiegu. Jej zbiornik znajduje się pod tężnią, skąd jest pompowana na wysokość 10 m i wylewana na ruszt z gałęziami tarniny. W ten sposób wytwarza się mgiełka solankowa, którą kuracjusze wdychają spacerując w pobliżu.